# Minoranza Tedesca

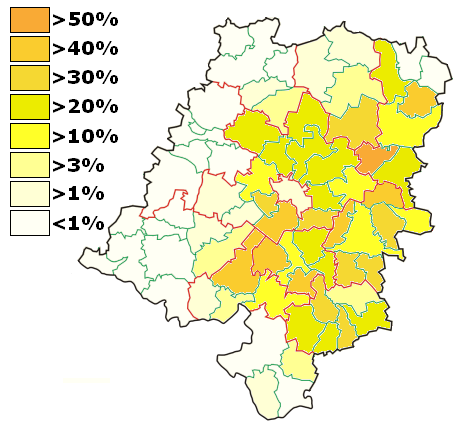
Voti per la Minoranza Tedesca alle elezioni parlamentari del 2007

Minoranza Tedesca (in polacco: Mniejszość Niemiecka - MN) è un partito politico polacco rappresentante della minoranza tedesca in Polonia, nella Slesia di Opole (Śląsk Opolski).
Essendo un partito di minoranza nazionale, non è tenuto a raggiungere la soglia del 5% dei voti come gli altri partiti per potere accedere al Parlamento. La sua popolarità è tuttavia diminuita dal momento della fondazione, nel 1990.

## Risultati elettorali
| Elezione          | Elezione | Voti    | %     | Seggi   |
| ----------------- | -------- | ------- | ----- | ------- |
| Parlamentari 1991 | Sejm     | 132.059 | 1,18% | 7 / 460 |
| Parlamentari 1993 | Sejm     | 60.770  | 0,44  | 3 / 460 |
| Parlamentari 1997 | Sejm     | 51.027  | 0,39  | 2 / 460 |
| Parlamentari 2001 | Sejm     | 47.230  | 0,26  | 2 / 460 |
| Parlamentari 2005 | Sejm     | 34.469  | 0,29  | 2 / 460 |
| Parlamentari 2007 | Sejm     | 32.462  | 0,20  | 1 / 460 |
| Parlamentari 2011 | Sejm     | 28.014  | 0,20  | 1 / 460 |
| Parlamentari 2015 | Sejm     | 27 530  | 0,18  | 1 / 460 |
| Parlamentari 2019 | Sejm     | 32 094  | 0,17  | 1 / 460 |
| Parlamentari 2023 | Sejm     | 25 778  | 0,12  | 0 / 460 |

- Nel 1993 esistevano due liste, una nella provincia di Opole e l'altra in quella di Katowice; la lista di Opole conquistò anche un seggio al Senato.
- Nel 1997 erano presenti liste tedesche anche nelle provincie di Częstochowa, Elbląg e Olsztyn (nel Nord)[1].